# Polydesmus sakalava
Polydesmus sakalava är en mångfotingart som beskrevs av Henri Saussure och Leo Zehntner 1897. Polydesmus sakalava ingår i släktet Polydesmus och familjen plattdubbelfotingar. Inga underarter finns listade i Catalogue of Life.